# Финау
Финау (нем. Vienau) — община в Германии, в земле Саксония-Анхальт, входит в район Зальцведель в составе городского округа Кальбе.
Население составляет 387 человек (на 31 декабря 2008 года). Занимает площадь 22,67 км².

## История
С 17 октября 1973 года по 31 декабря 2009 года Финау был коммуной с центром в одноимённой деревне, в которую входили также деревни: Безе, Дольхау, Мерин. После проведённых реформ, с 1 января 2010 года, Финау стал районом городского округа Кальбе.

### Населённые пункты
- Безе (нем. Beese) — первое упоминание относится к 1324 году.
- Дольхау (нем. Dolchau) — был основан в первой половине XII века, со строительства церкви.
- Мерин (нем. Mehrin) — первое упоминание относится к 1318 году.
- Финау (нем. Vienau) — был основан в конце XI века, строительством церкви.

## Галерея

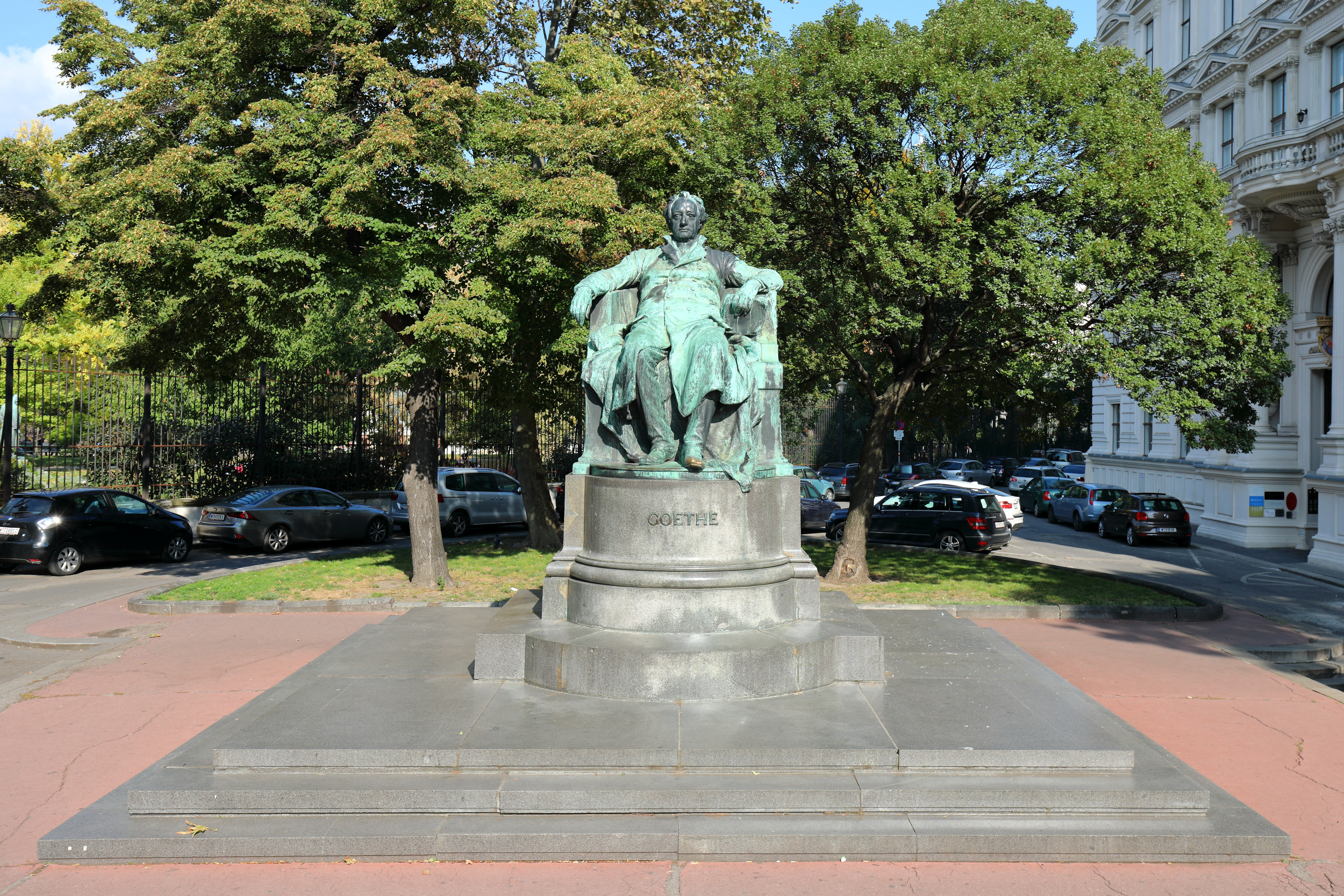
Памятник Гёте в Финау
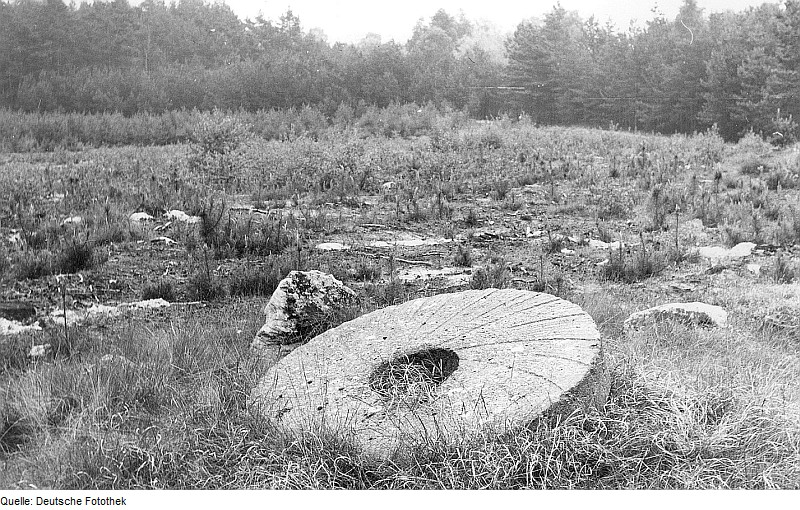
Жернова вблизи Безе
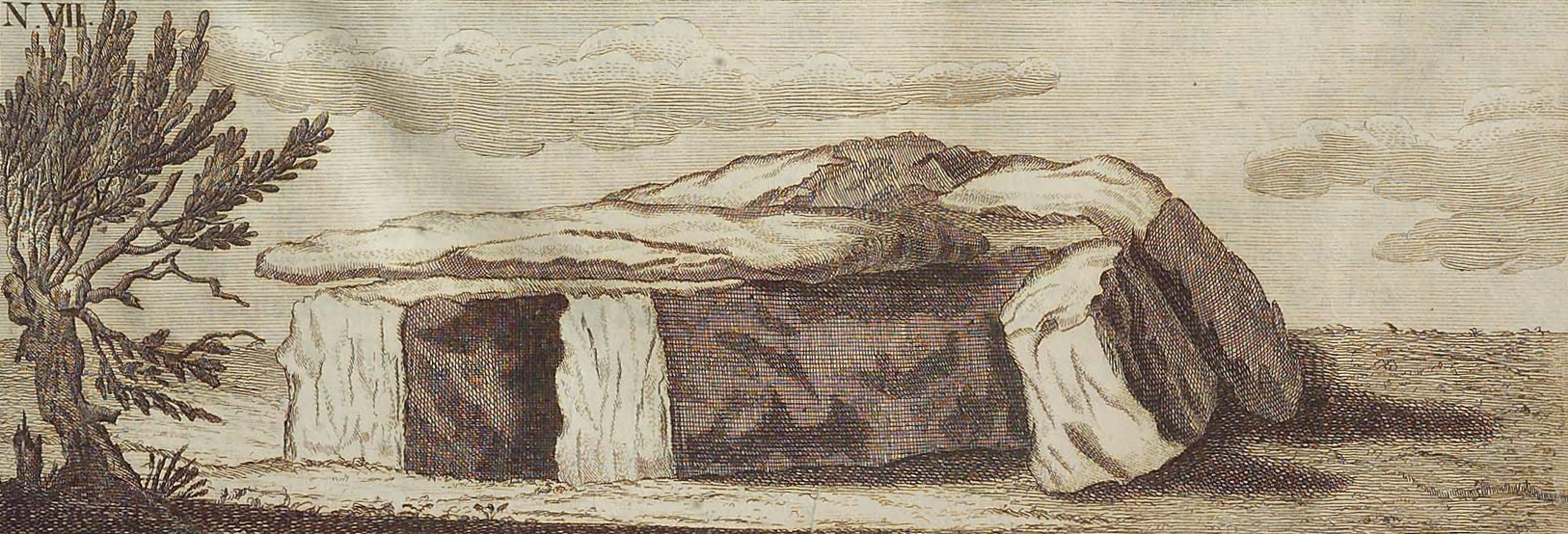
Дольмен вблизи Дольхау